# Pandan Enim
Pandan Enim is een bestuurslaag in het regentschap Muara Enim van de provincie Zuid-Sumatra, Indonesië. Pandan Enim telt 2051 inwoners (volkstelling 2010).